# Emplectonema bonhourei
Emplectonema bonhourei är en djurart som tillhör fylumet slemmaskar, och som först beskrevs av Louis Joubin 1904.  Emplectonema bonhourei ingår i släktet Emplectonema och familjen Emplectonematidae. Inga underarter finns listade i Catalogue of Life.